# Dicamptus fuscicornis
Dicamptus fuscicornis är en stekelart som först beskrevs av Wilhelm Ferdinand Erichson 1842.  Dicamptus fuscicornis ingår i släktet Dicamptus och familjen brokparasitsteklar. Inga underarter finns listade i Catalogue of Life.